# Ferenc Bessenyei

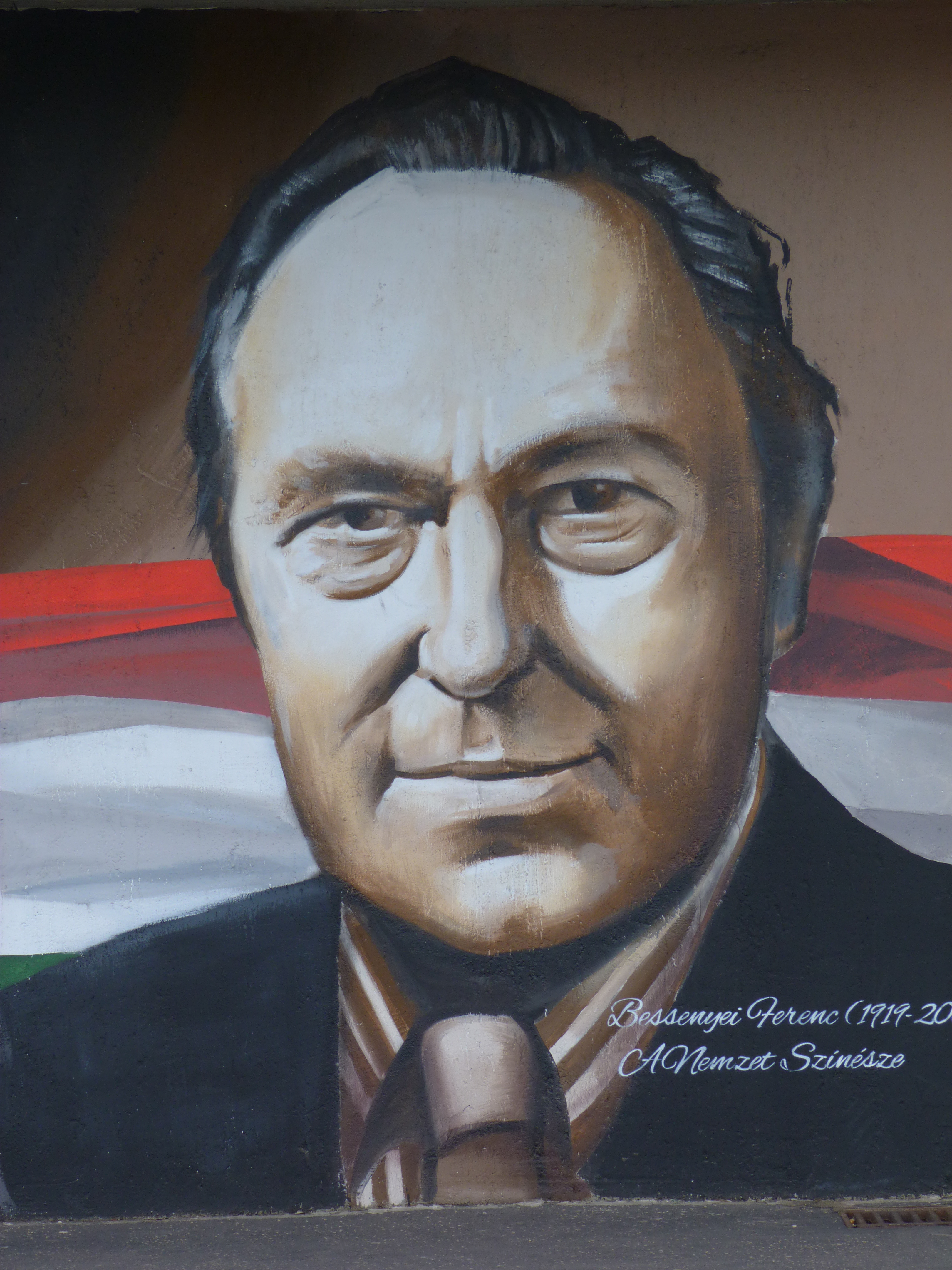
Pictură murală (graffiti) pe capul dinspre Pesta al podului Rákóczi

Ferenc Bessenyei (n. 10 februarie 1919, Hódmezővásárhely, Csongrád-Csanád, Ungaria – d. 27 decembrie 2004, Lajosmizse, Bács-Kiskun, Ungaria) a fost un actor maghiar, dublu laureat al premiului Kossuth, distins cu titlurile de actor emerit, maestru al artei și actor al națiunii.

## Biografie
În 1940 și-a început cariera de actor la Teatrul orașului Szeged, apoi s-a transferat în 1942 la Teatrul Național din Miskolc, în 1944 la Teatrul Național din Budapesta, apoi în mai multe locuri (Teatrul Regal, Teatrul de Comedie, Teatrul din Hódmezővásárhely, Teatrul Maghiar) și apoi din nou la Miskolc. A jucat un sezon la Szeged, apoi la Teatrul Național din Pécs. A făcut parte din trupa Teatrului Național din Budapesta în perioadele 1950-1963, 1967-1973 și 1980-2000, precum și din trupa Teatrului Madách în perioadele 1963-1967 și 1973-1980. Începând din 2000 a fost membru al Teatrului Maghiar. S-a pensionat în 1981 și a mai jucat doar ca actor invitat până în 1997, după care s-a retras pentru a trăi în liniște în satul Lajosmizse. A fost activ, a mers la teatru, a acceptat onoruri, a dat interviuri la televiziune (ultima dată pe 7 decembrie 2004). A murit în casa lui. A fost înmormântat în cimitirul Farkasréti din Budapesta.
A fost protagonist în aproape 80 de filme și nenumărate emisiuni TV. Personalitatea sa elegantă, interpretările viguroase și umorul său au făcut să i se încredințeze roluri de eroi clasici atât pe scenă, cât și în film.
Soția sa Eszter B. Élthes a scris o carte intitulată Férjem, a komédiás, care a fost publicată în noiembrie 2004.

## Roluri în piese de teatru
- Peer Gynt (Henrik Ibsen: Peer Gynt)
- Bethlen Gábor (Zsigmond Móricz: Boszorkány)[8]
- Giovanni (Herczeg: Bizánc)
- Flambeau (Rostand: A Sasfiók)
- Svángya (Trenyov: Ljubov Jarovaja)
- Tyetyerev (Gorki: Kispolgárok)
- Tyrone (O'Neil: Hosszú út az éjszakába)
- Claudius (Shakespeare: Hamlet)
- Bánk bán (József Katona: Bánk bán)
- Kossuth (Gyula Illyés: Fáklyaláng)
- Fegya (L. Tosztoj: Élő holttest)
- Görgey (László Németh: Az áruló)
- Hódi professzor (László Németh: Mathiász panzió)
- Colbert (László Németh: Colbert)
- Széchenyi (László Németh: Széchenyi István)
- Ádám (Madách: Az ember tragédiája)
- Szakhmáry Zoltán, előtte Zséllyei Balogh Ábel, majd Csörgheő Csuli (Zsigmond Móricz: Úri muri)
- Háry János (Zoltán Kodály: Háry János)
- Galilei (Bertolt Brecht: Galilei)
- Othello (Shakespeare: Othello)
- Falstaff (Shakespeare: Nevestele vesele din Windsor)
- Astrov (Cehov: Unchiul Vania)
- Dózsa Illyés Gyula Dózsa György című darabjában, majd (Székely: Dózsa György)
- Newton, (Dürrenmatt: Fizicienii)
- Higgins (Lerner-Loewe: My Fair Lady)
- Barney Cashman (Neil Simon: Az utolsó hősszerelmes)
- Tevje (Bock-Stein: Hegedűs a háztetőn)
- Kerekes Ferkó (Kálmán: Csárdáskirálynő)
- Dragomir (Emmerich Kálmán: Marica grófnő)
- Zorba (Kander-Stein: Zorba)
- A pápa (Bethencourt: A nap, amelyen a pápát elrabolták)
- I. Lipót (Weöres: A kétfejű fenevad)
- Kreon (Eörsi: Tragédia magyar nyelven)
- Kleitosz (András Sütő: Szuzai menyegző)
- János mester (Sándor Márai: Kassai polgárok)
- Noszty Pál (Kálmán Mikszáth: A Noszty fiú esete Tóth Marival)
- Matthias Clausen (Hauptmann: Naplemente előtt)
- Bagó (Kacsóh-Heltai: János vitéz)
- II. Fülöp  (Schiller: Don Carlos)
- Kányai (Ede Szigligeti: Liliomfi)
- Galilei (László Németh: Galilei)
- Az Úr (Imre Madách: Tragedia omului)
- Lear király (Shakespeare: Regele Lear)
- Dávid Ferenc (Páskándi: Vendégség)

## Filmografie

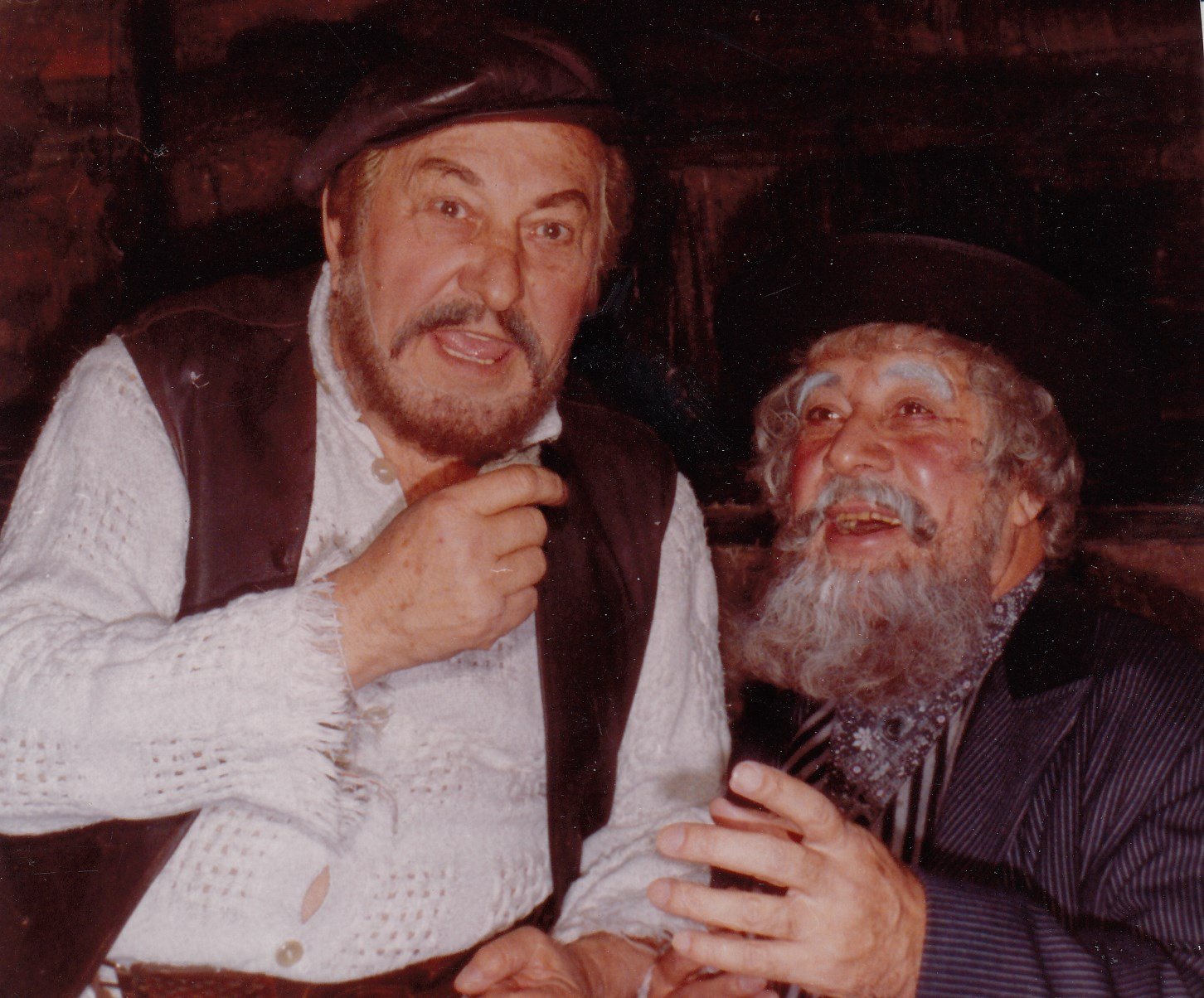
Împreună cu Sándor Mucsi în Scripcarul pe acoperiș

- 1951 Colonia subterană (Gyarmat a föld alatt)
- 1951 Ütközet békében
- 1951 În plină viteză (Teljes gőzzel)
- 1952 Vihar
- 1953 Ifjú szívvel
- 1953 Föltámadott a tenger I-II.
- 1953 A harag napja
- 1953 A város alatt
- 1953 Kiskrajcár
- 1955 Különös ismertetőjel
- 1956 Szakadék
- 1956 A császár parancsára
- 1956 Hannibál tanár úr
- 1956 Keserű igazság
- 1957 Láz
- 1959 Dúvad (o nouă versiune în 1961)
- 1959 Kölyök
- 1960 Fii bun până la moarte (Légy jó mindhalálig)
- 1960 Virrad,
- 1960 Az arcnélküli város
- 1960 Zápor
- 1961 Délibáb minden mennyiségben
- 1961 Raze pe gheață (Napfény a jégen)
- 1961 Nem ér a nevem
- 1961 Alba Regia
- 1961 Puskák és galambok
- 1962 Isten őszi csillaga
- 1962 Fagyosszentek
- 1962 Húsz évre egymástól
- 1962 Félúton
- 1963 Drama Ciocârliei (Pacsirta), regia: László Ranódy
- 1964 Fiii omului cu inima de piatră (A kőszívű ember fiai) – generalul Artúr Görgei
- 1964 Már nem olyan időket élünk
- 1964 Ha egyszer húsz év múlva
- 1964 Másfél millió
- 1965 Lumină după jaluzele (Fény a redőny mögött)
- 1965 Iszony
- 1966 Un nabab maghiar (Egy magyar nábob)
- 1966 (Fügefalevél)
- 1966 Sok hűség semmiért
- 1966 Aranysárkány
- 1967 Az özvegy és a százados
- 1967 Testamentul unui pașă (A koppányi aga testamentuma), regia Éva Zsurzs
- 1968 Stelele din Eger (Egri csillagok) I-II.
- 1968 Az utolsó kör
- 1970 Ítélet
- 1970 Vis de dragoste (Szerelmi álmok - Liszt), regia Márton Keleti
- 1972 Harminckét nevem volt
- 1976 Labirintus
- 1976 Fedőneve: Lukács
- 1976 Talpuk alatt fütyül a szél
- 1980 A mérkőzés
- 1982 Elveszett illúziók
- 1986 Lutra
- 1987 Érzékeny búcsú a fejedelemtől

## Filme de televiziune
- 1960 - Zsuzsi
- 1962 - Nő a barakkban
- 1963 - Epeiosz-akció, Kreutzer-szonáta, Élektra, Fáklyaláng
- 1964 - Hókirálynő
- 1965 - A helység kalapácsa
- 1966 - Oly korban éltünk 1-5., Rembrandt
- 1967 - Malva, A koppányi aga testamentuma
- 1969 - Az ember tragédiája, A fejedelem
- 1970 - Eklézsia-megkövetés, Valaki a sötétből, A fehér kór, Ágis tragédiája
- 1971 - A fekete város 1-8, A képzelt beteg, Egy óra múlva itt vagyok… 1-14.,  Rózsa Sándor 1-12. (a Mesélő volt)
- 1972 - Pályakorrekció, A tűz balladája
- 1973 - Cserepes Margit házassága, Zrínyi, Velünk kezdődött minden, Az áruló, Trójai nők
- 1974 - Elektra, Felelet 1-6, Volpone, Enyém a világ, Intőkönyvem története, Méz a kés hegyén
- 1975 - Kapupénz, Széchenyi, Othello, A csodadoktor
- 1976 - Beszterce ostroma 1-3, Csongor és Tünde, A szerelem bolondjai, A délibábok hőse, Robog az úthenger 1-6.
- 1977 - Galilei, Sir John Falstaff
- 1978 - Lear király, Kiálts város!
- 1979 - A két Bolyai
- 1981 - Nyári zsoltár
- 1982 - Különös házasság 1-4.
- 1983 - A béke szigete, A nyomozás, Mint oldott kéve 1-7.
- 1985 - A nagymama
- 1986 - A falu jegyzője 1-4., Csongor és Tünde
- 1987 - A másik ember
- 1992 - Egy diáktüzér naplója, A templomos lovagok kincse 1-13.
- 2000 - Millenniumi mesék
- 2001 - Zsaruvér és Csigavér I.: A királyné nyakéke

## Memorie

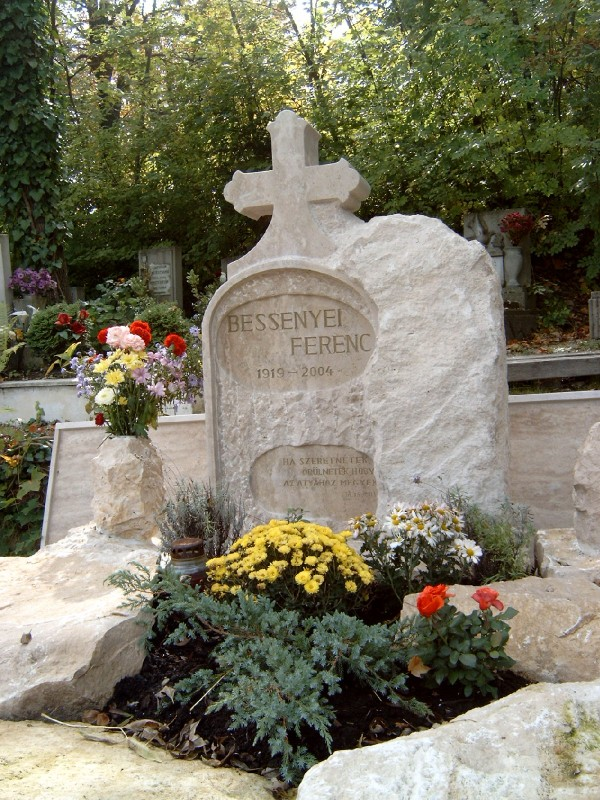
Mormântul lui Ferenc Bessenyei în Cimitirul Farkasréti

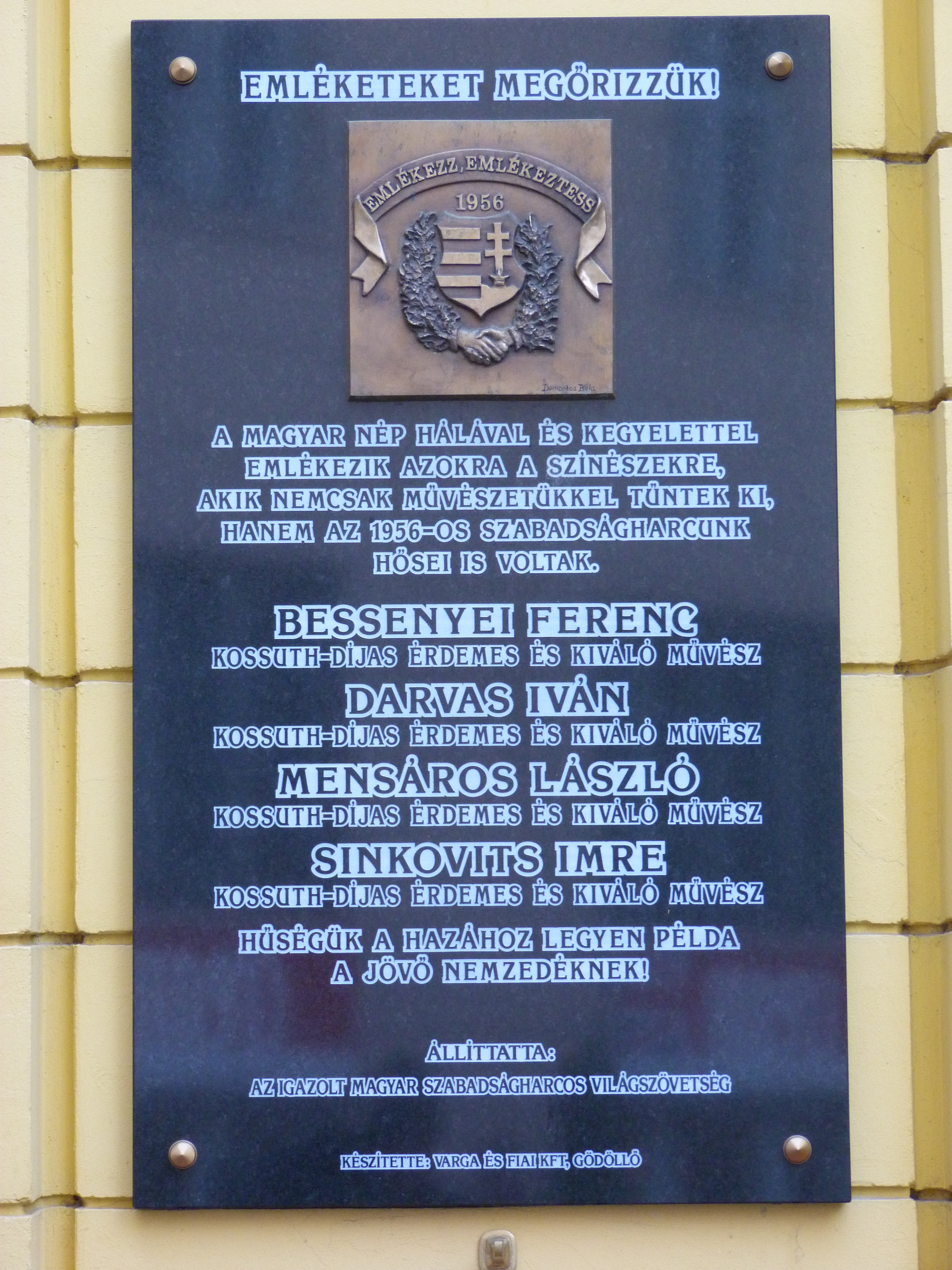
Placă memorială

- Pe 15 martie 2012, cu prilejul aniversării a 10 ani de la inaugurarea noii clădiri a Teatrului Național din Budapesta, portretul său a fost reprezentat pe partea dinspre Pesta a podului Rákóczi, alături de portretele celorlalți opt actori ai națiunii.
- A fost amplasată o placă memorială în onoarea sa în piața Corvin.
- În septembrie 2008 a fost amplasată statuia sa în parcul din fața Teatrului Național din Budapesta.
- În 2008 primăria orașului Hódmezővásárhely a fondat Premiul artistic Bessenyei.
- În anul 2012 a fost inaugurat Centrul Cultural Ferenc Bessenyei în Hódmezővásárhely.
- În 2014 publicul a votat ca o lojă de la Teatrul Național să primească numele lui.

## Premii și distincții
- Premiul Farkas–Ratkó (1951)
- Premiul Kossuth (1953, 1955)
- Artist emerit (1954)
- Maestru al artei (1970)
- Premiul SZOT (1978)
- Ordinul Muncii (1979)
- Premiul EMeRTon (1988)
- Ordinul Drapelului al Republicii Populare Ungare (1989)
- Membru pe viață al trupei Teatrului Național din Budapesta (1989)
- Crucea Ordinului de Merit al Republicii Ungare (1994)
- Premiul Várszínházér (1994)
- Membru pe viață al Halhatatlanok Társulata (1997)
- Premiul pentru răspândirea moștenirii culturale maghiare (2000)
- Actor al națiunii (2000)
- Premiul pentru Artă Maghiară (2004)
- Cetățean de onoare al orașului Hódmezővásárhely (2004)
- Cetățean de onoare al orașului Lajosmizse (2004)[9]